# Sulfonacija
Sulfonacija je kemijska reakcija s koncentrirano žveplovo kislino (po navadi tudi z oleumom) in daje sulfonske kisline. Sulfonska skupina povzroča večjo topnost spojin v vodi. Soli sulfonskih kislin so pomembne predvsem v proizvodnji pralnih sredstev, detergentov, barvil, itd.